# Джумаев, Эрмат Джумаевич
Эрмат Джумаевич Джумаев (кирг. Эрмат Жумаевич Жумаев; род. 19 декабря 1991, с. Каракол, Ак-Суйский район, Иссык-Кульская область, Кыргызстан) — киргизский государственный и политический деятель. Полномочный представитель Президента Кыргызской Республики в Таласской области с 2 августа 2024 года.

## Биография
Родился 19 ноября 1991 года в селе Каракол Ак-Суйского района Иссык-Кульской области.
В 2017 году окончил горно-металлургический факультет Кыргызского государственного университета строительства, транспорта и архитектуры по специальности «Горное дело».
В 2014—2021 годах — председатель фермерского хозяйства «Токчулук». 
В 2017—2020 годах — депутат городского кенеша города Каракол.
В 2018 году — ведущий специалист Иссык-Кульского государственного университитета.
В 2019—2020 годах — руководитель муниципального предприятия «Зеленхоз» города Каракол.
С 11 ноября 2020 года по 10 июня 2021 года — исполняющийся обязанности мэра города Каракол.
С 10 июня 2021 года по 13 мая 2023 года — мэр города Каракол.
С 13 мая 2023 года по 2 августа 2024 года — мэр города Талас.
С 2 августа 2024 года — полномочный представитель Президента Кыргызской Республики в Таласской области.